# Donato Frisia
Donato Frisia (Merate, 30 agosto 1883 – Merate, 13 dicembre 1953) è stato un pittore italiano.

## Biografia
Dal 1905 al 1910 si forma all'Accademia di Brera di Milano: fa parte della cerchia di Emilio Gola e nel 1910 partecipa, per la prima volta, all'Esposizione Nazionale di Belle Arti alla Società ed Esposizione Permanente di Milano.

Si fa notare per l'esecuzione di monumenti funerari e, in pittura, si dedica principalmente al paesaggio e alla natura morta.
Nel 1914 si presenta alla XI Esposizione Internazionale d'arte della città di Venezia. 
Tornato dalla prima guerra mondiale, compie numerosi viaggi, soprattutto a Parigi. Nel 1921 vince il premio Mylius dell'Accademia di Belle Arti di Milano e nel 1922 il Premio Principe Umberto. I suoi viaggi, anche nel nord Africa, proseguono anche negli anni Trenta. 
Nel 1942 la XXIII Esposizione Internazionale di Venezia gli dedica una sala personale.